# Neoplan MIC

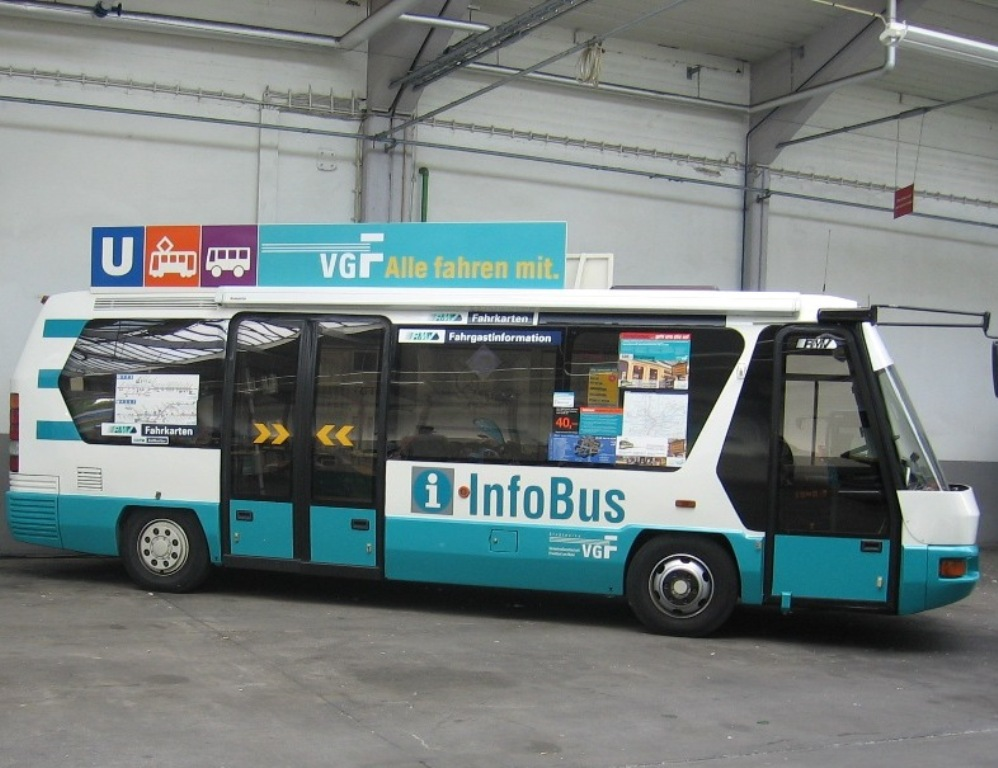
Bus-Ausstellung am Betriebshof Frankfurt am Main Rebstock

Der Neoplan MIC (Metroliner im Carbondesign) war ein Midibus mit einer Karosserie aus Kohlenstoff- und Glasfaserverbundstoffen. Der Typ N 8012 hatte eine Länge von 10,58 m, der N 8008 von 7,84 m. Von der Version N 4012 wurden nur Prototypen gebaut, sie wurden 1990–1992 bei der BVG in Berlin eingesetzt. 1994 wurde noch der Typ N 8006 mit 6,99 m Länge produziert. Die 1991 geplante 12-Meter-Version N 8016 kam nicht zur Ausführung.

## Modellgeschichte
Der im Mai 1988 vorgestellte Metroliner hatte eine Einstiegshöhe von 32 cm und war damit ein früher Niederflurbus. Durch die Kunststoffkarosserie war er 1/3 leichter als vergleichbare Busse. Die Form war rundlich, Scheibenwischer wurden zum Beispiel unter der Fronthaube platziert, um einen geringen Luftwiderstand zu bilden. Das große Modell hatte vorn und in der Mitte Doppeltüren, die kleine Ausführung Doppeltüren in der Mitte und vorn eine einflügelige Außenschwingtür, der N 8006 nur eine Tür im vorderen Mittelbereich. Durch das eingesetzte Material sollte die Haltbarkeit der Busse groß sein, Auwärter gab eine Rücknahmegarantie für die Fahrzeuge von 30 Jahren und ein Recycling-Konzept. Bereits kurz nach seiner Markteinführung bekam der Bus die Auszeichnung „Bus Of The Year 1990“. Im Jahr 1992 wurden über 100 Stück gefertigt. Ebenfalls 1992 wurde die Produktion nach Plauen verlegt, um bei günstigerem Lohnkostenniveau die Produktionskosten zu senken.
Sehr schnell wurden alternative Antriebe für den leichten Bus genutzt. Der N 8008 E war die Elektrovariante. Er besaß eine Reichweite von etwa 40 km und war bis zu 50 km/h schnell. Im Ausland wurde die Elektrovariante des N 8008 unter anderem in Florenz, im holländischen Dordrecht sowie in Uppsala eingesetzt. In Deutschland war der Varta Messeblitz auf der Hannovermesse, in Berlin auf der Funkausstellung sowie im alten Messegelände in München unterwegs. Drei davon waren bei der Firma Arthur Franke Messebus KG in Berlin zusammen mit mehreren Neoplan-N-906-Unibussen im Einsatz. Der N 8012 GE war in Bozen sowie im schwedischen Uppsala als Gashybridversion im Einsatz. Ab dem Jahr 1999 setzte die Gemeinde Oberstdorf einen mit Wasserstoff betrieben Brennstoffzellenbus ein.
Später wurden noch Projekte mit Brennstoffzellen-Hybridantrieb von der Firma Proton Motor aus Puchheim verwirklicht. Die Firma Proton Motor besaß auch einen N 8012 für Demonstrationszwecke.
Als Vorgängermodell der Niederflurbauweise könnte man den N 906 T (Telebus) nennen, als Nachfolgemodell den N 6108 DE Hybrid bei der Elektroantriebstechnik. Die Vorserienmodelle wurden MIC N 4008 und MIC N 4012 sowie ein erster Prototyp MIC N 4009 genannt. Vorserienmodelle hatten kleine Abweichungen in den Ausmaßen. Spätere Modelle hatten die Bezeichnung Carbonliner.

## Übersicht Metroliner im Carbondesign
| Technische Daten      | N 8012                                                | N 8008 D                         | N 8008 E                          | N 8008 GE             | N 8008 FC         | N 8006 / N 8006 E                                 |
| --------------------- | ----------------------------------------------------- | -------------------------------- | --------------------------------- | --------------------- | ----------------- | ------------------------------------------------- |
| Bild                  |                                                       |                                  |                                   |                       |                   |                                                   |
| Antrieb               | Diesel                                                | Diesel                           | Elektro                           | Gas-Hybrid            | Wasserstoff       | Diesel/Elektro                                    |
| Länge mm              | 10580                                                 | 8020                             | 8020                              | 8020                  | 8300              | 6990                                              |
| Breite mm             | 2500                                                  | 2300                             | 2300                              | 2300                  | 2380              | 2300                                              |
| Höhe mm               | 2685                                                  | 2300                             | 2300                              | 2965                  | 2965              | 2415                                              |
| Radstand mm           | 5875                                                  | 4200                             | 4200                              | 4200                  | 4200              | 3600                                              |
| Plätze                | 33+1 Sitz 42 Steh                                     | bis 18+1 Sitz 22 Steh            | bis 18+1 Sitz 22 Steh             | bis 18+1 Sitz 22 Steh | 12+1 Sitz 22 Steh | 16+1 Sitz 9 Steh                                  |
| Leergewicht kg        | 6500 / 6900 / 7600                                    | 4800                             | 4800                              |                       |                   |                                                   |
| Zul. Gesamtgewicht kg | 12300 / 12900 / 13745                                 | 7500 / 8600                      | 7500                              | 7500                  | 10500             | 7500                                              |
| Leistung              | Stadt 114 kW (155 PS) Überland bis zu 177 kW (240 PS) | 102 kW (139 PS)                  | Nennleistung 25 kW Kurzzeit 45 kW | ?                     | 2 × 40 kW         | 103 PS (140 PS) Nennleistung 25 kW Kurzzeit 45 kW |
| Baujahr               | Vorserie ab 1986 Serie 1990–1996                      | Vorserie ab 1988 Serie 1990–1996 | ab 1992                           | 1998                  | 1999              | 1994                                              |

1. ↑  Produktionsende der Serienproduktion geschätzt. Es finden sich in Fahrzeugdatenbanken keine Modelle mit einer Erstzulassung nach 1996.
2. ↑  Es gab auch nach Einstellung der Serienproduktion immer wieder verschiedene Kleinstserien von Fahrzeugen auf der Basis der Neoplan-MIC-Modelle im Linienbetrieb zur Erprobung von alternativen Antrieben.

## Verkehrsmobil
Ein nicht als Linienbus eingesetzter Metroliner 8012 war bis zum Frühjahr 2018 das Verkehrsmobil der Polizei Borken. Das Verkehrsmobil gab es auch als H0-Modell des Herstellers Rietze (Nr. 60159).

## Wohnmobil-Umbau
Einige aus dem Linienverkehr ausgemusterte N 8008 und N 8012 wurden in Eigenarbeit zu Wohnbussen umgebaut.